# 海南坚螺
海南坚螺（学名：Camaena hainanensis）为坚齿螺科坚螺属的动物，是中国的特有物种。其种加词“hainanensis”意为“海南的”。

## 分佈
本物種分佈於中國大陸的广东、海南、广西等地，生活环境为陆地，多见于山区、丘陵地带的热带亚热带雨林中、灌木丛、山坡草地丛中、石堆里、多岩石的地方、石洞、树洞以及芭蕉叶腋。